# Aspidostemon
Aspidostemon é um género botânico pertencente à família Lauraceae.